# Arctosa laminata
Arctosa laminata es una especie de araña araneomorfa del género Arctosa, familia Lycosidae. Fue descrita científicamente por Yu & Song en 1988.
Habita en China y Japón.